# Rosetown
Rosetown är en ort i Kanada.   Den ligger i provinsen Saskatchewan, i den centrala delen av landet, 2 500 km väster om huvudstaden Ottawa. Rosetown ligger 583 meter över havet och antalet invånare är 2 309.
Terrängen runt Rosetown är platt. Trakten runt Rosetown är nära nog obefolkad, med mindre än två invånare per kvadratkilometer..
Trakten runt Rosetown består till största delen av jordbruksmark.